# Exercises in Futility
Exercises in Futility – trzeci album polskiego zespołu black metalowego Mgła. Został wydany 4 września 2015 przez Northern Heritage Records. 

## Lista utworów
| Nr | Tytuł utworu                | Długość |
| -- | --------------------------- | ------- |
| 1. | „Exercises in Futility I”   | 7:58    |
| 2. | „Exercises in Futility II”  | 7:48    |
| 3. | „Exercises in Futility III” | 4:37    |
| 4. | „Exercises in Futility IV”  | 4:48    |
| 5. | „Exercises in Futility V”   | 8:15    |
| 6. | „Exercises in Futility VI”  | 8:49    |
|    |                             | 42:15   |